# Deutsche Harmonia Mundi
Die Deutsche Harmonia Mundi (Eigenschreibweise „deutsche harmonia mundi“, kurz: dhm) ist ein Plattenlabel für Alte Musik. Obwohl sich im Katalog des Labels auch Aufnahmen mit Neuer Musik finden, ist der Schwerpunkt des Programms weiterhin die Alte Musik.

## Geschichte
Das Label wurde 1958 in Freiburg im Breisgau von Rudolf Ruby gegründet. In ihren ersten zehn Jahren arbeitete die Deutsche Harmonia Mundi eng mit dem eigenständigen französischen Label Harmonia Mundi France zusammen, das ein ähnliches Konzept verfolgte. So reichte die Kooperation von gemeinsamen Interpreten über Materialaustausch bis hin zum gemeinsamen Vertrieb. Erste Aufnahmen entstanden mit Elly Ameling, dem Deller Consort und Gustav Leonhardt. 1962 wurde das Collegium Aureum als eine Art hauseigenes Orchester gegründet, welches ausschließlich auf historischen Instrumenten spielte und von seinem Konzertmeister Franzjosef Maier musikalisch geleitet wurde. Sie gehörten zu den ersten, die auch Mozarts Werke auf historischen Instrumenten spielten.
Durch die Etablierung eines Festivals im Fuggerschloss Kirchheim in Schwaben, welches jährlich vom Label ausgerichtet wurde, kamen weitere Künstler zur dhm. Unter ihnen waren Pro Cantione Antiqua und die Brüder Kujiken. Sigiswald Kuijken übernahm die Leitung des zweiten, unter der Patenschaft der Deutschen Harmonia Mundi gegründeten, Orchesters La Petite Bande. Große Barockoper-Produktionen, wie Rameaus Zoroastre und Händels Partenope waren auch im Repertoire.
Weitere Alte-Musik-Größen, darunter René Jacobs, Hopkinson Smith und die Schola Cantorum Basiliensis sowie das Mittelaltermusik-Ensemble Sequentia, kamen hinzu. Außerdem wuchs die Zusammenarbeit mit der Smithsonian Institution in Washington DC, der wichtige Kammermusikensembles entstammten.
Kontakte zum Deutschen Musikrat führten zur Dokumentation des Deutschen Musikwettbewerbs, des Chor- und Orchesterwettbewerbs, des Bundesjugendorchesters und des Wettbewerbs Jugend Musiziert.
Durch die Aufnahmen der Bruckner-Sinfonien des Kölner Rundfunk-Sinfonie-Orchesters mit dem Dirigenten Günter Wand trat die Deutsche Harmonia Mundi auch in den Bereich der großen Orchester mit modernem Instrumentarium ein.
Auch Andreas Staier, Cantus Cölln und Konrad Junghänel, Musica Fiata, La Stagione, die Camerata Köln, das Freiburger Barockorchester und Thomas Hengelbrock  gehörten zu den für dhm aufnehmenden Künstlern.
Die Gambistin Hille Perl, die Sopranistinnen Nuria Rial und Dorothee Mields, das Ensemble Melante, das Huelgas Ensemble, Cantus Thuringia & Capella, das Quadriga Consort, Balthasar-Neumann-Chor und -Ensemble unter Thomas Hengelbrock, Concentus Musicus Wien unter Nikolaus Harnoncourt, Musica Fiata unter Roland Wilson und die Flötistin Dorothee Oberlinger sind einige der vielen Künstler, die erfolgreiche CDs in den letzten Jahren bei dhm veröffentlichten.

### Übernahmen
1992 wurde das Unternehmen von der Bertelsmann Music Group (BMG) übernommen und das Label im Sinne seines Gründers fortgeführt. Nun kamen Al Ayre Espanol mit spanischer Barockmusik und Andrew Lawrence-King mit dem Harp Consort hinzu. Thomas Hengelbrock gründete seine Ensembles Balthasar-Neumann-Chor und -Ensemble und auch Nikolaus Harnoncourt veröffentlichte mit seinem Concentus Musicus wichtige Aufnahmen bei dhm.
Nach dem Zusammenschluss von BMG mit Sony Music im Jahr 2004 gehört das Label zur Firma Sony BMG und ist, nachdem Sony den Anteil von Bertelsmann 2008 übernommen hatte, ein Teil von Sony Music Entertainment.